# كارلوس كولوما نيكولاس
كارلوس كولوما نيكولاس (بالإسبانية: Carlos Coloma Nicolás، ولد في 28 سبتمبر 1981، لوغرونيو، لا ريوخا، إسبانيا) درّاج إسباني.
حاز على الميدالية الذهبية في بطولة العالم للدراجات الهوائية الجبلية عام 1999.

## إنجازاته

### بطولة العالم للدراجات الهوائية الجبلية
- 1999 أري  السويد:  ميدالية ذهبية في سباق التتابع (Team Cross-country).
- 2001 فايل  الولايات المتحدة:  ميدالية برونزية في سباق التتابع (Team Cross-country).

### بطولة أوروبا للدراجات الهوائية الجبلية
- 2003 غراتس  النمسا:  ميدالية برونزية في سباق التتابع (Team Cross-country).

## روابط خارجية
- كارلوس كولوما نيكولاس على موقع أرشيف الدراجات (الإنجليزية)
- كارلوس كولوما نيكولاس على موقع إحصائيات الدراجات الإحترافية (الإنجليزية)
- كارلوس كولوما نيكولاس على موقع CycleBase (الإنجليزية)
- كارلوس كولوما نيكولاس على موقع MTB Data (الإنجليزية)
- كارلوس كولوما نيكولاس على موقع أوليمبيديا (الإنجليزية)